# Tshering Dendup
 (juin 2019).
Tshering Dendup, né le 4 avril 1994, est un footballeur international bhoutanais qui évolue au Yeedzin FC et avec l'équipe nationale du Bhoutan.

## Biographie
Il reçoit sa première sélection en équipe du Bhoutan le 8 décembre 2009, contre le Pakistan. Ce match perdu 7-0 rentre dans le cadre de la Coupe d'Asie du Sud 2009.
Par la suite, en 2015, il joue un match contre le Qatar lors des éliminatoires du mondial 2018 (défaite 0-3), puis une rencontre face au Bangladesh lors de la Coupe d'Asie du Sud 2015 (défaite 0-3).

## Palmarès
- Champion du Bhoutan en 2012-2013 avec le Yeedzin FC Thimphu et en 2014 avec le Druk United